# Laupa
Laupa es una localidad del municipio de municipio de Türi en el condado de Järva, Estonia. Tiene una población estimada, en 2020, de 194 habitantes.
Está ubicada al oeste del condado, cerca del río Pärnu y de la frontera con los condados de Rapla y Pärnu.